# Ariniș (gmina)
Ariniș – gmina w Rumunii, w okręgu Marmarosz. Obejmuje miejscowości Ariniș, Rodina i Tămășești. W 2011 roku liczyła 1084 mieszkańców.